# Woodstock, New Hampshire
Woodstock är en kommun (town) i Grafton County i den amerikanska delstaten New Hampshire med en yta av 153,4 km² och en folkmängd, som uppgår till 1 139 invånare (2000).